# Radiométéo

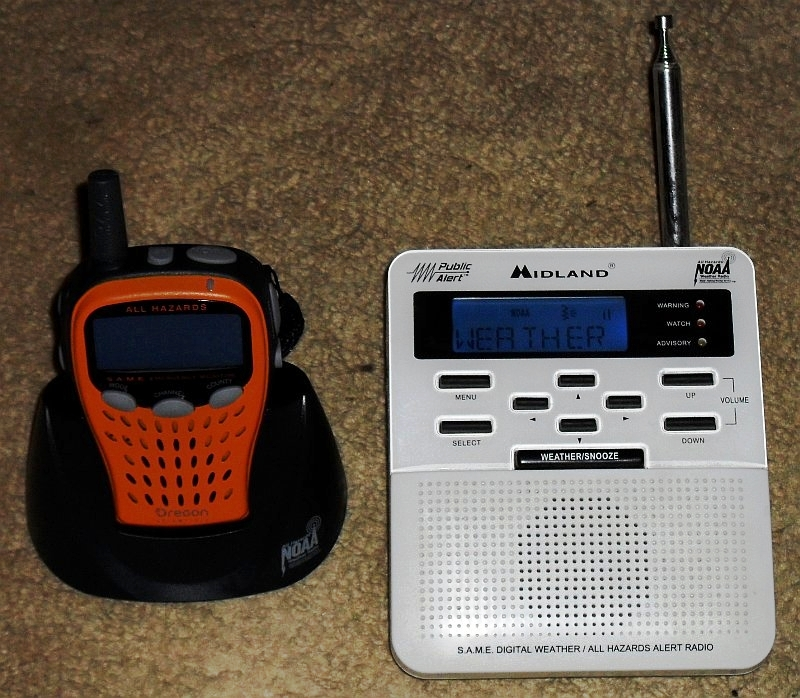
Deux types de récepteurs radiométéo : le plus populaire, à droite, est utilisé à la maison et celui orange de gauche est portatif et résistant à l'eau

Radiométéo (Weatheradio en anglais) est un réseau national de stations radio diffusant de l'information météorologique et environnementale 24 heures par jour. Au Canada, la programmation se fait dans les deux langues officielles, français et anglais, directement à partir des centres de prévision du Service météorologique du Canada. Aux États-Unis, on retrouve un service équivalent, en anglais et en espagnol, assuré par le National Weather Service. Depuis quelques années, le réseau peut être également utilisé pour les alertes AMBER, les accidents technologiques ou pour informer d'attaques terroristes. 

## Réseau
Radiométéo est formé de nombreuses antennes qui émettent chacune pour une région donnée. La portée est en général de 60 kilomètres mais peut varier avec le relief. La programmation se répète régulièrement : observations et prévisions météorologiques publiques, maritimes, avertissements, etc. Les portions audios sont chargées à partir des centres de prévisions locaux. À l'origine, les enregistrements vocaux étaient faits par un technicien en météorologie mais plus récemment, les prévisions écrites sont traduites en mots par un logiciel et téléchargées directement à l'antenne de la région concernée. 
Les antennes sont réparties à travers les deux pays et émettent dans une région de la bande VHF utilisée seulement par les récepteurs radiométéo que l'utilisateur doit acheter. Le signal est parfois retransmis sur la bande AM ou FM par certains postes commerciaux de radios ou de télévision. Chaque antenne utilise une fréquence différente de ses voisines pour ne pas créer d'interférence. Il est possible pour un utilisateur de syntoniser différentes fréquences dans certaines régions populeuses où les antennes sont plus rapprochées.

### Radiométéo Canada
Le service radiométéo a été établi en 1977 par le Service météorologique du Canada. Le réseau compte 183 stations en 2009, réparties un peu partout au pays. De celles-ci, 171 émettent sur les fréquences entre 162,4 et 162,55 MHz. Douze postes le font sur les bandes AM et FM courantes, généralement dans des parcs nationaux, provinciaux ou dans des communautés nordiques, en collaboration avec CBC sous une licence dérogatoire du Conseil de la radiodiffusion et des télécommunications canadiennes. 
Au moins 92 % des Canadiens ont accès à un signal. En plus de la diffusion en français et en anglais, des tests de programmation de diffusion en inuktitut ont été effectués en novembre 2003 dans le Grand-Nord canadien. Le déroulement s'est bien passé et le service y est maintenant disponible dans cette langue.

### NOAA Weatheradio

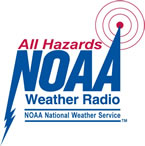
Logo de NOAA Weatheradio

Le réseau américain est aussi, connu comme The Voice of the National Weather Service, compte 1 032 transmetteurs à travers les cinquante États, les eaux adjacentes, Porto Rico, les îles Vierges américaines, Guam, Samoa américaines et les îles Mariannes du Nord. NOAA estime que 95 % de la population est couverte. NOAA Weatheradio émet sur sept fréquences entre 162,4 et 162,55 MHz.
Les messages météo sont répétés toutes les 3 à 8 minutes et sont régulièrement mis à jour toutes les 1 à 6 heures.

## Récepteurs
Il existe différents types de récepteurs, selon les besoins et les moyens de l'utilisateur. Leur coût est relativement faible, de 20 $US à 200 $US aux États-Unis et de 30 $CAN à 140 $CAN au Canada, selon les options. Cependant, on ne les retrouve que chez certains détaillants autorisés. 
Les récepteurs Radiométéo de base capteront en continu les bulletins réguliers et les avertissements en cas d’orages violents imminents ou de tempêtes (tempête de neige, vents violents etc.). Par contre, les récepteurs améliorés dotés d'un décodeur numérique de Message de secteur spécifique codé (MSSC), décoderont lors d'alertes météorologiques un signal qui déclenchera une tonalité d'avertissement de 1 050 Hz. La tonalité attire alors l’attention de l’utilisateur et met en route la diffusion sonore du message. Ces récepteurs sont également programmables afin de ne recevoir que les messages réguliers et d'alerte pour la région d'intérêt de l'utilisateur.
Certains récepteurs sont munis d'une génératrice manuelle, en plus de l'alimentation au secteur et aux piles, pour les situations d'urgence, les pannes électriques ou l'utilisation en forêt. Certains ont une torche électrique intégrée et peuvent servir de chargeur pour un téléphone mobile.

## Utilisateurs
Un récepteur Radiométéo est une source fiable d'information météorologique, disponible à toute heure du jour ou de la nuit, pour faciliter la planification des activités quotidiennes. Tous peuvent acquérir un appareil mais les endroits suivants sont particulièrement visés par le programme :
- hôpitaux ;
- écoles ;
- marinas ;
- centres de répartition de transport ;
- usines ;
- terrains de camping.